# Loureda (Bergondo)
Loureda es una aldea española situada en la parroquia de Guísamo, del municipio de Bergondo, en la provincia de La Coruña, Galicia.

## Demografía
| Gráfica de evolución demográfica de Loureda entre 2000 y 2018 |
|                                                               |
| Datos según el nomenclátor publicado por el INE.              |